# ミン・リー
ミン・「グースマン」・リー（Minh "Gooseman" Le、ベトナム語: レ・ミン/Lê Minh）は、ベトナム系カナダ人のプログラマ、ゲームディヴェロッパー。
1999年、ジェス・クリフと共同でハーフライフ、カウンターストライクを開発した。後ハーフライフのディヴェロッパーであるヴァルヴ・コーポレーションの社員となり、韓国にてファーストパーソン・シューティングゲームTactical Interventionの開発に従事した。2016年7月のインタビューではイギリスのゲーム開発会社フェイスパンチ・スタジオのもとでファーストパーソン・シューティングゲームRustの開発を担当したことを明かしている。ゲームの開発チームが少人数であったこともあり、リーはプログラマとしてだけではなくモデラーやデザイナーとしても作品に携わってきた。

## 経歴
1996年、リーはidソフトウェアが開発したファーストパーソン・シューティングゲームQuakeと出会い、同作品のソフトウェア開発キットでゲームの開発を始めた。約1年後にQuakeのMod作品ネイビー・シールズ(Navy SEALs)を完成させた。リーはQuakeのMod作品Action Quake2のMod作品の開発中にカウンターストライクのアイディアを思いつき、Action Quake2のウェブマスターであったジェス・クリフと友人になった。
リーはサイモンフレイザー大学の4年次在籍中ハーフライフのMod作品であるカウンターストライクの開発に取り掛かった 。2001年のインタビューでリーは当時を振り返り「週に20時間を開発のために費やし、開発のために学業のため以上の努力をした」と語っている。カウンターストライクは1999年6月に第1ベータ版がリリースされた。その後の数か月間、ゲームの人気が急騰する中開発チームはすぐに更にいくつかのベータ版を産みだした。その後リーはコンピューター科学の学位を得てサイモンフレーザー大学を卒業した。 
4版目のベータ版が発売される時期までという約束で、ハーフライフの開発を担当したヴァルヴ・コーポレーションが支援を始めた。2000年、ヴァルヴはカウンターストライクの権利を購入した。さらにValveはリーとクリフを社員として雇用し、二人はアメリカ合衆国ワシントン州ベルビューにて開発に従事するようになった。同地でリーはカウンターストライクの開発を続け、また様々なゲームに関わった。しかしカウンターストライク2の開発中、ヴァルヴは最終的に同作品の開発プロジェクトを無期限の保留措置とした。
カウンターストライク2の開発が見送られた後、リーは自身のプロジェクトを進めるためにヴァルヴを退社した。少人数のグループで2年間このプロジェクトに従事し続けた後の2008年、リーは韓国へ赴いた。同国のソフト開発会社FIX Koreaがオンラインゲームへの参入を決定し、CEOのチェ・インチョが欧州留学中の友人のツテでリーにコンタクトを取ってきたのがきっかけであった。リーの手による新しいゲーム作品は後に、カウンターストライクと類似するスタイルのシューティングゲームTactical Interventionである事が明かされた。
2014年、韓国を離れたリーはイギリスのゲーム開発会社フェイスパンチ・スタジオに参加。2016年6月29日から7月1日にかけてバルセロナで開催された国際会議Gamelab 2016にスピーカーのひとりとして参加した。

## 評価
2003年、GameSpyの編集者は、発売されて5年が経ってなおハーフライフが人気作品であったという理由によりミン・リーを表彰した 。IGNはジェス・クリフとミン・リーを「ゲーム史上に残る100人のトップゲームクリエイター」の14番目にランクしている。